# Vägvisare till underjorden
Vägvisare till underjorden är en diktsamling av Gunnar Ekelöf utgiven 1967.
Boken är den avslutande delen i Dīwāntrilogin och beskrevs av Ekelöfs egen efterskrift som  "mittvalvet av ruinen Dīwān". Samlingen anknyter till de två tidigare böckerna genom att den rör sig i samma bysantinska miljöer, men skiljer sig samtidigt från dem genom att i stället för att skildra individuella människoöden ha en mer allmän och undervisande karaktär.